# Himbergen
Himbergen er en kommune i Samtgemeinde Bevensen-Ebstorf i den nordlige del af Landkreis Uelzen i den nordøstlige del af tyske delstat Niedersachsen, og en del af Metropolregion Hamburg. Kommunen har et areal på godt 39 km², og en befolkning på godt 1.700 mennesker.

## Geografi
I kommunen, der ligger på Lüneburger Heide ligger ud over hovedbyen Himbergen, landsbyerne Almstorf, Brockhimbergen, Groß Thondorf, Himbergen, Hohenfier, Kettelstorf, Klein Thondorf, Kollendorf, Rohrstorf og Strothe.
Fra 1966 til 1972 var der en Samtgemeinde Himbergen, der bestod af Almstorf, Brockhimbergen, Himbergen, Klein Thondorf, Kettelstorf, Kollendorf, Rohrstorf og Strothe.
1. Juli 1972 blev Almstorf, Brockhimbergen, Groß Thondorf, Kettelstorf, Klein Thondorf, Rohrstorf og Strothe samt små dele af Göhrde (Landkreis Lüchow-Dannenberg) indlemmet, til den nuværende kommune. 